# Papelucho y el marciano
Papelucho y el marciano es una novela corta de la escritora chilena Marcela Paz. Es la novena entrega de la serie literaria infantil creada por la autora que tiene como protagonista a Papelucho, un ingenioso niño chileno. Fue publicado por primera vez en 1968.

## Argumento
Papelucho aspira un marciano por la nariz. El extraño personaje (Det) comienza a vivir dentro de su cuerpo, convirtiéndose ambos rápidamente en grandes amigos. Papelucho hará entonces todo lo posible para ayudarlo a volver a su planeta.

## Personajes principales
- Papelucho
- Det

## Adaptaciones
La obra fue adaptada al cine en 2007 como un largometraje animado con tecnología 3D, el cual fue dirigido por Alejandro Rojas y producido por Juan Diego Garretón. Del proyecto estuvieron a cargo Canal 13 y Cineanimadores, junto con Ediciones Marcela Paz.